# Japan Credit Bureau
Japan Credit Bureau (JCB) powstała w roku 1961 w Japonii. Jej członkami są banki japońskie, a posiadacze kart kredytowych JCB to w 99% Japończycy.
W roku 1981 firma rozpoczęła działalność poza Japonią, by obsługiwać okazicieli kart na całym świecie. Z czasem rozpoczęto promowanie produktów finansowych wszędzie tam, gdzie instytucja kart kredytowych jest szeroko akceptowana. Obecnie wystawiane przez JCB instrumenty płatnicze akceptowane są w blisko 4 milionach punktów sprzedaży w ponad 140 krajach całego świata. Pierwszą kartę JCB w Europie wydano w czerwcu 1990 roku.

## Produkty firmy JCB International
- JCB – zwykła karta przeznaczona dla większości klientów
- JCB J-1 – karta przeznaczona dla studentów i osób uczących się pomiędzy 18 a 25 rokiem życia
- JCB Grande to karta wyposażona dodatkowo w ubezpieczenie kosztów leczenia za granicą oraz pakiet ubezpieczeniowy związany z podróżowaniem zawierający m.in. ubezpieczenie bagażu.
- JCB Ladies Card – jest to karta dla kobiet, oferująca pakiet specjalnych usług dla płci pięknej.
- JCB Gold – Złota Karta, zapewnia dużo szerszy pakiet ubezpieczeń zawierający ubezpieczenie następstw wypadków w komunikacji lotniczej. Dodatkowo zawiera także ubezpieczenie bagażu przewożonego samolotami lub pozostawionego w hotelu (pod warunkiem zapłaty za bilet lub usługi kartą JCB). Złota Karta daje też 0,5% zwrot kwoty wydanej zakupy tą kartą.
- JCB Class – złota karta przeznaczona dla nielicznego kręgu wybranych i najlepszych klientów JCB.
- JCB Nexus – odmiana złotej karty przeznaczona dla 20-latków.

## Wygląd karty JCB
Na awersie karty JCB znajduje się:
- Emblemat i hologram, po prawej stronie składających się z białych liter JCB, znajdujący się na trzech paskach  w kolorach niebieskim, czerwonym i zielonym
- Szesnastocyfrowy numer karty zawsze zaczynający się numerem 35xx xxxx xxxx xxxx
- Data ważności karty
- Nazwa JCB
- Gdy jest wydawana karta złota to umieszczona jest litera “G”

Na rewersie karty JCB znajduje się:
- Czarny pasek magnetyczny z zakodowanymi informacjami
- Biały pasek do podpisu właściciela karty
- Dodatkowe informacje